# جان اوتر

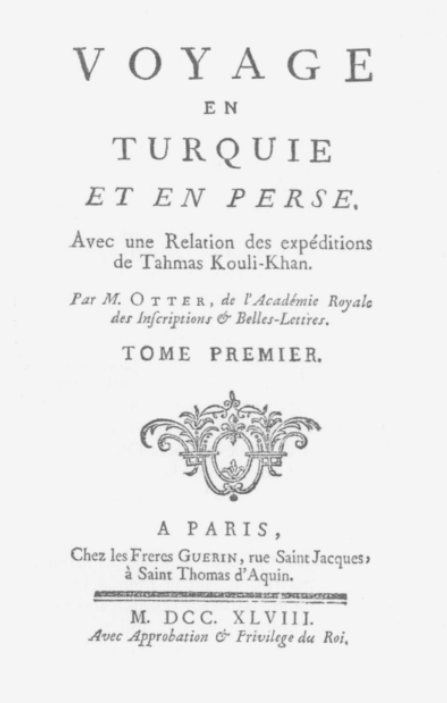

جان أوتر :(بالفرنسية: Jean Otter)‏ ( 1748-1707 م) مستشرق، ورحالة سويدي ناطق باللغة الفرنسية.

## السيرة
جان أو (جوناس Jonas) أو (جوهان Johan) أوتر، ولد في مدينة كريستيانستاد السويدية في 23 أكتوبر 1707م. وفي عام 1726م، درس الفيزياء، و علم اللاهوت في جامعة لوند السويدية، كما درس اللغات، العربية، و التركية، و الفارسية باشراف الأستاذ أندرياس ريدليوس الأسقف اللوثري في لوند.لكنه توقف عن الدراسة وغادر إلى ستوكهولم. في عام 1728م، إعتنق الكاثوليكية تم غادر إلى مدينة روان.والتحق للدراسة في المدرسة الدينية فيها حتى عام 1731م، وتعلم أيضاً الإنجليزية، والإسبانية، والإيطالية. ثم عاد إلى باريس وعمل في مكتب البريد . وفي عام 1734م، أرسله (كونت موريباس) بمهمة رسمية إلى القسطنطينية من أجل إقامة علاقات تجارية مع الدولة العثمانية.حيث مكث مع الوزير الفرنسي فيلنوف لدراسة اللغة العربية، والتركية، وكذلك أصبح على بينة وتعارف مع المسؤولين الرسميين في تركيا ومنهم السياسي والناشر إبراهيم متفرقة، ووالي (حاكم) بغداد أحمد باشا. وبعدها قد بدأ في عام 1736م، برحلة إلى بلاد فارس وبشكل خاص ذهب إلى أصفهان و البصرة. وفي الأعوام 1742-1743م، سمي قنصل فرنسا في البصرة. وفي عام 1744م، عاد إلى باريس ليعمل هناك مترجما في المكتبة الوطنية الفرنسية لما له من دراية عالية في اللغات العربية، والفارسية، و السنسكريتية. حيث قام بترجمة عدد من المخطوطات التاريخية من هذه اللغات.في عام 1746م، أصبح أستاذاً متخصصاً في تدريس اللغة العربية في الكلية الملكية. وفي عام 1748م، انتخب عضواً في الأكاديمية الملكية للنقوش والآداب.

## أعماله
في عام 1748م، طبعت رحلته في كتاب تحت عنوان: (رحلة إلى تركيا وبلاد فارس) ونشرت في باريس، وكذلك ترجمت إلى اللغة الألمانية. هذا وقد ترجم إلى اللغة العربية القسم الخاص بزيارته إلى بغداد ونشر تحت عنوان:بغداد في مذكرات الرحالة الفرنسيين: الرحلة الثانية: مذكرات رحلة جان اوتير إلى تركيا وبلاد فارس مع أخبار رحلات طهماز كوي خان (فصل عن بغداد).

## وفاته
توفي جان أوتر في باريس في سبتمبر 1748م.